# Cantoura (cratera)
Cantoura é uma cratera marciana. Tem como característica 51.4 quilômetros de diâmetro. Deve o seu nome a Cantoura, uma localidade da Venezuela.